# Knema glomerata
Knema glomerata är en tvåhjärtbladig växtart som först beskrevs av Francisco Manuel Blanco, och fick sitt nu gällande namn av Elmer Drew Merrill. Knema glomerata ingår i släktet Knema och familjen Myristicaceae. Inga underarter finns listade i Catalogue of Life.